# Zami: A New Spelling of My Name
Zami: A New Spelling of My Name, en castellano traducido como Zami: una nueva forma de escribir mi nombre, es una biomitografía de 1982 de la poeta estadounidense Audre Lorde. Con esta obra inició un nuevo género que la autora llamó biomitografía, que combina historia, biografía y mito. En el texto, Lorde escribió que "Zami" es "un nombre de Carriacou para mujeres que trabajan juntas como amigas y amantes", y señaló que Carriacou es la isla caribeña de donde emigró su madre. El nombre es adecuado ya que Lorde comenzó Zami escribiendo que debía su poder y fuerza a las mujeres de su vida. Además, gran parte del libro está dedicado a retratos detallados de otras mujeres.

## Argumento
Audre Lorde creció en Harlem en las décadas de 1930 y 1940 aunque sus padres procedían de la isla de Granada. Cuenta su vida en el barrio de Harlem, su ingreso a la escuela, el suicidio de su mejor amiga de la infancia y cómo el racismo influyó en su vida aunque su madre intentara no nombrarlo. Sus enfrentamientos continuos con su madre hicieron que abandonara la casa familiar al acabar el bachillerato.
Lorde no habló hasta los cuatro años, cuando declaró que quería leer. Fue testigo del racismo desde muy pequeña. El casero de la familia se ahorcó por tener que alquilar su piso a negros. Cuando la familia viajó a Washington D.C., no se les permitió comer helado en un mostrador debido a las leyes Jim Crow. A pesar del racismo de esa época que encontró en su vida cotidiana, su madre intentó protegerla de él. Cuando los blancos les escupían durante la infancia de Lorde, su madre menospreciaba a esas personas de clase baja por escupir al viento.
Tras tener su primera regla a los 15 años, Lorde se hizo amiga de un pequeño grupo de chicas no negras del Hunter College High School, que se autodenominaban "The Branded". Fue elegida editora literaria de la revista de arte del instituto y empezó a escribir poesía. Tras graduarse, se marchó de casa y compartió piso con una amiga dejando de tener contacto con sus padres y sus dos hermanas. Al mismo tiempo, salió con Peter, un chico blanco que la dejó plantada en Nochevieja tras enterarse de que está embarazada. Lorde decidió abortar.
Tras unos años infelices en el Hunter College, se trasladó a Stamford para trabajar en una fábrica, donde las condiciones laborales resultan atroces. Tras la muerte de su padre, regresó a Nueva York e inició una relación con Bea, a quien acabó rompiendo el corazón cuando decidió trasladarse a México para huir del macartismo. Allí estudió en la universidad y trabajó como secretaria en un hospital. En Cuernavaca conoció a muchas mujeres independientes, en su mayoría lesbianas; mantuvo una relación con una de ellas, Eudora, y trabajó en una biblioteca. De vuelta a Nueva York, Lorde exploró el ambiente de los bares de lesbianas y se fue a vivir con su pareja, Muriel. Otra mujer, Lynn, se mudó con ellas y acabó marchándose sin avisar y les robó sus ahorros. Por último, Lorde inició una relación con Afrekete, que decidió marcharse para atender a su hijo. El libro acaba con un homenaje a la madre de Lorde.

## Temas
- El lesbianismo. A raíz de sus  sus primeras experiencias sexuales con mujeres comenzó a definirse como lesbiana, un término que en esos años tenía un fuerte carácter combativo y empezaba a surgir como un espacio de reivindicación y encuentro.[5]
- El racismo. Hay varias historias donde el tema principal es el silencio con el que los Lorde afrontaban la violencia racista, destacando que nunca se sintieron motivados a discutir estos asuntos con ella y sus hermanas. Las violencias racistas cotidianas que enfrentaba en la escuela y en la calle junto con la compleja construcción conjunta de su autoimagen y las valoraciones racializadas de su madre, tuvieron un gran impacto sobre ella.[5]
- La relación de Lorde con su madre, a quien atribuye haberle imbuido la fuerza de su carácter, impregna todo el libro.[6]

## Recepción de la crítica
El 5 de noviembre de 2019, BBC News incluyó a Zami: A New Spelling of My Name en su lista de las 100 novelas más influyentes.